# 俄罗斯联邦最高法院
俄罗斯联邦最高法院（俄语：Верховный суд Российской Федерации）是俄罗斯最高司法机关，监督下级法院的工作，前身是苏联最高法院。